# Marc Lavry
Marc Lavry (en hebreo: מרק לברי‎, Riga, 22 de diciembre de 1903-Haifa, 24 de marzo de 1967) fue un compositor y director de orquesta israelí de origen letón. 

## Biografía
Nació como Mark Levin en Riga, Letonia. Estudió en el Conservatorio de Riga y amplió estudios en la Escuela Superior de Música y Teatro «Felix Mendelssohn Bartholdy» de Leipzig, en Alemania. También estudió en San Petersburgo con Aleksandr Glazunov. Trabajó un tiempo en Alemania como director de orquesta, hasta que en 1933 regresó a Letonia, acosado por las autoridades nazis por su condición de judío. Finalmente, en 1936 emigró a Palestina. Fue uno de los principales impulsores de la música israelí y fue autor de la primera ópera en hebreo: Dan ha-shomer (Dan el guardia, 1945).